# Сторожевський Борис Миколайович
Бори́с Микола́йович Стороже́вський (рос. Борис Николаевич Сторожевский; нар. 1850 — пом. 1898) — російський журналіст і письменник. Видавець-редактор першої на Поділлі приватної газети «Подольский листок».

## Біографія
Закінчив юридичний факультет Київського університету. Був секретарем газети «Киевлянин», а після смерті засновника та першого редактора цієї газети Віталія Яковича Шульгіна (помер 1878 року) — редактором цього видання.
У 1881–1882 роках видавав у Кам'янці-Подільському «Подольский листок». Газета виходила тричі на тиждень з 1(13) січня 1881 року. В скрутну хвилину Сторожевський допоміг етнографу Андрієві Димінському. До оселі Андрія Івановича ввірвалися жандарми і перекопали в хаті геть все, позривали навіть підлогу, і хоч їм не вдалося знайти чогось нелегального, але проти Димінського почалося слідство. Тільки захист і допомога Сторожевського врятували Андрія Івановича.
Вихід «Подольского листка» припинився 6(18) лютого 1882 року через обставини важкі й редакцією не передбачені. Через борги редактор-видавець утік із міста від кредиторів.
22 жовтня 1882 року Сторожевський звернувся до Головного управління у справах преси за дозволом видавати в Полтаві літературно-громадську газету «Полтавский вестник», яка повинна була, «не торкаючись широких загальних питань, присвятити свої шпальти винятково обговоренню місцевих потреб та інтересів губернії». Додавалася програма видання з 12 пунктів: розпорядження уряду, місцева хроніка, історичні дослідження, літературні твори, земський та судовий відділи, оголошення та ін. Газета мала виходити з 1 січня 1883 року, передплатна ціна з доставкою становила 7 рублів 50 копійок на рік. Відповідь управління датується 6 листопада 1882 року: «Беручи до уваги, що в м. Полтаві немає самостійних цензурних установ, і тому нагляд за періодичним виданням в разі дозволу такого буде занадто утрудненим, Головне управління у справах преси вважає за необхідне прохання п. Сторожевського відхилити».
Останні роки життя провів у Києві і співпрацював як із столичними виданнями, так і з багатьма газетами Південно-Західного краю, головним чином у виданні «Жизнь и искусство», де публікував фейлетони за підписом 100.
Найвідоміші оповідання Сторожевського: «Охрименко» («Новое слово», 1897, № 5), «Событие» («Нива»), «Ворона в павлиньих перьях» («Природа и охота»). Окремо видано «Черная страничка записной книги. Нравы Песчаной улицы» (Санкт-Петербург, 1888).